# انتشار رادیویی

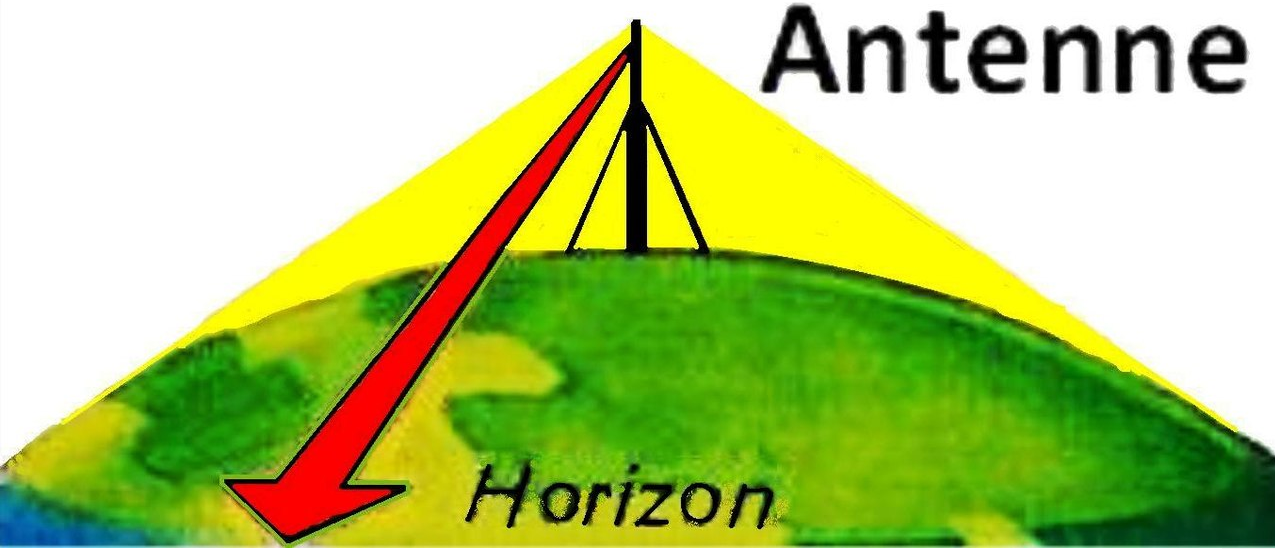
انتشار رادیویی

انتشار رادیویی (به انگلیسی: Radio propagation) رفتار امواج رادیویی در هنگام حرکت، یا در هنگام انتشار، از یک نقطه به نقطه ای دیگر، یا قسمت‌های مختلف اتمسفر است. امواج رادیویی به عنوان نوعی تابش الکترومغناطیسی، مانند امواج نور، تحت تأثیر پدیده‌های انعکاس، شکست، پراش، جذب، قطبش و پراکندگی قرار می‌گیرند. درک تأثیر شرایط مختلف بر انتشار رادیویی کاربردهای عملی زیادی دارد، از جمله: انتخاب فرکانس برای پخش کننده‌های موج کوتاه بین‌المللی، طراحی سیستم‌های تلفن همراه قابل اعتماد، ناوبری رادیویی، و سیستم‌های راداری.
چندین نوع مختلف از انتشار در سیستم‌های انتقال رادیویی عملی استفاده می‌شود. منظور از انتشار خط-دید امواجی رادیویی است که از آنتن فرستنده به آنتن گیرنده در یک خط مستقیم حرکت می‌کنند. از انتشار خط-دید برای انتقال امواج رادیویی در مسافت‌های متوسط استفاده می‌شود، از جمله: تلفن‌های همراه، تلفن‌های بی‌سیم، واکی تاکی‌ها، شبکه‌های بی‌سیم، رادیو FM، پخش تلویزیونی، رادار، و ارتباطات ماهواره ای (مانند تلویزیون ماهواره ای). انتقال خط-دید از سطح زمین، فقط به فاصله تا افق قابل دید محدود می‌شود، که به ارتفاع انتقال و دریافت آنتن بستگی دارد. این روش، تنها روش امکان‌پذیر انتشار در فرکانس‌های میکروویو و بالاتر است.
در فرکانس‌های پایین‌تر و در باندهای MF، LF و VLF، پراش باعث می‌شود امواج رادیویی بر روی تپه‌ها و موانع دیگر خم شده و با دنبال کردن کانتور زمین، تا بیش از افق سیر کنند. به این حالت، انتشار موج زمینی یا موج سطحی گفته می‌شود. ایستگاه‌های پخش AM برای پوشش شنودگان خود در مناطق مختلف از موج‌های زمینی استفاده می‌کنند. هر چه فرکانس کاهش می‌یابد، تضعیف توسط فاصله کاهش می‌یابد، درنتیجه می‌توان از امواج زمینی با فرکانس بسیار پایین (VLF) و فرکانس بس پایین (ELF) برای برقراری ارتباط در سراسر جهان استفاده کرد. امواج VLF و ELF می‌توانند از طریق آب و زمین به فواصل قابل توجهی نفوذ کنند و این فرکانس‌ها برای ارتباط در معدن و ارتباطات نظامی با زیردریایی‌های غوطه ور استفاده می‌شود.
در فرکانس‌های موج متوسط و موج کوتاه (باندهای MF و HF) امواج رادیویی می‌توانند از یونوسفر منکسر شوند. این بدان معنی است که امواج رادیویی متوسط و کوتاه منتقل شده از یک زاویه به آسمان را می‌توان در فاصله‌های بسیار دورتر از افق به زمین بازگرداند (حتی مسافت‌های بین قاره ای). به این روش انتشار امواج آسمانی می‌گویند. این روش توسط اپراتورهای رادیوی آماتور برای ارتباط با اپراتورهای کشورهای دور، و ایستگاه‌های پخش موج کوتاه برای انتقال بین‌المللی استفاده می‌شود.
علاوه بر این روش‌ها، چندین مکانیسم انتشار رادیویی دیگر وجود دارد که رواج کمتری دارند، از جمله: انتشار تروپوسفری (تروپوسکاتر)، کانال کشی تروپوسفری (کانال کشی) و موج آسمان انتشار تقریباً عمودی (NVIS) که در سیستم‌های ارتباطی ویژه استفاده می‌شوند.

## وابستگی به فرکانس
در فرکانس‌های مختلف، امواج رادیویی با مکانیسم‌ها یا حالت‌های مختلف در جو حرکت می‌کنند:
| باند | باند                        | فرکانس            | طول موج                | انتشار از طریق |
| ---- | --------------------------- | ----------------- | ---------------------- | --- |
| ELF  | Extremely Low Frequency     | ۳–۳۰ هرتز         | ۱۰۰٬۰۰۰–۱۰٬۰۰۰ کیلومتر | بین زمین و لایه D یونوسفر هدایت می‌شود. |
| SLF  | Super Low Frequency         | ۳۰–۳۰۰ هرتز       | ۱۰٬۰۰۰–۱٬۰۰۰ کیلومتر   | بین زمین و یونوسفر هدایت می‌شود. |
| ULF  | Ultra Low Frequency         | ۰٫۳–۳ کیلوهرتز    | ۱٬۰۰۰–۱۰۰ کیلومتر      | بین زمین و یونوسفر هدایت می‌شود. |
| VLF  | Very Low Frequency          | ۳–۳۰ کیلوهرتز     | ۱۰۰–۱۰ کیلومتر         | بین زمین و یونوسفر هدایت می‌شود. |
| LF   | Low Frequency               | ۳۰–۳۰۰ کیلوهرتز   | ۱۰–۱ کیلومتر           | بین زمین و یونوسفر هدایت می‌شود. امواج زمینی |
| MF   | Medium Frequency            | ۳۰۰–۳۰۰۰ کیلوهرتز | ۱۰۰۰–۱۰۰ متر           | امواج زمینی انکسار یونوسفر لایه E و F در شب، هنگامی که جذب لایه D ضعیف می‌شود. |
| HF   | High Frequency (موج کوتاه)  | ۳–۳۰ مگاهرتز      | ۱۰۰–۱۰ متر             | انکسار یونوسفر لایه E. انکسار یونوسفر لایه F1، F2. |
| VHF  | Very High Frequency         | ۳۰–۳۰۰ مگاهرتز    | ۱۰–۱ متر               | انتشار خط-دید انکسار نادر یونوسفر E. شکست لایه F2 یونوسفر به‌طور غیرمعمول در طول فعالیت لکه‌های خورشیدی تا ۵۰ مگاهرتز و به ندرت تا ۸۰ مگاهرتز. بعضی اوقات کانال کشی تروپوسفری یا انتشار شهابی می‌شود |
| UHF  | Ultra High Frequency        | ۳۰۰–۳۰۰۰ مگاهرتز  | ۱۰۰–۱۰ سانتیمتر        | انتشار خط-دید، گاهی اوقات کانال کشی تروپوسفری. |
| SHF  | Super High Frequency        | ۳–۳۰ گیگاهرتز     | ۱۰–۱ سانتیمتر          | انتشار خط-دید، گاهی انتشار بارانی. |
| EHF  | Extremely High Frequency    | ۳۰–۳۰۰ گیگاهرتز   | ۱۰–۱ میلیمتر           | انتشار خط-دید، با جذب جوی به چند کیلومتر محدود می‌شود |
| THF  | Tremendously High frequency | ۰٫۳–۳ تراهرتز     | ۱–۰٫۱ میلیمتر          | انتشار خط-دید |